# Hackerspace Global Grid
Le projet Hackerspace Global Grid (« Grille Globale de l'Espace hacker » (traduction non officielle)) vise à établir un réseau de communication et de capteurs. Il a été lancé en 2011 par Armin Bauer (shackspace), Andreas Horning (Constellation Platform) et Jehle (shackspace) après un appel à participation sur le programme Hacker in Space au Chaos Communication Camp 2011 dans le but de créer un réseau géré par la communauté.
Techniquement le but est de créer un système capable de traquer et de communiquer avec des satellites radios amateurs en orbite terrestre basse, mais le système est ouvert pour d'autres capteurs, incluant la détection sismique, radioactive ou météorologique. Actuellement, le projet est capable de recevoir des données d'avions commerciaux via ADS-B.
Un objectif avoué mais mal interprété du projet vise à produire un système de communication « libre de la censure sur Internet, ».